# Alter Kernhof

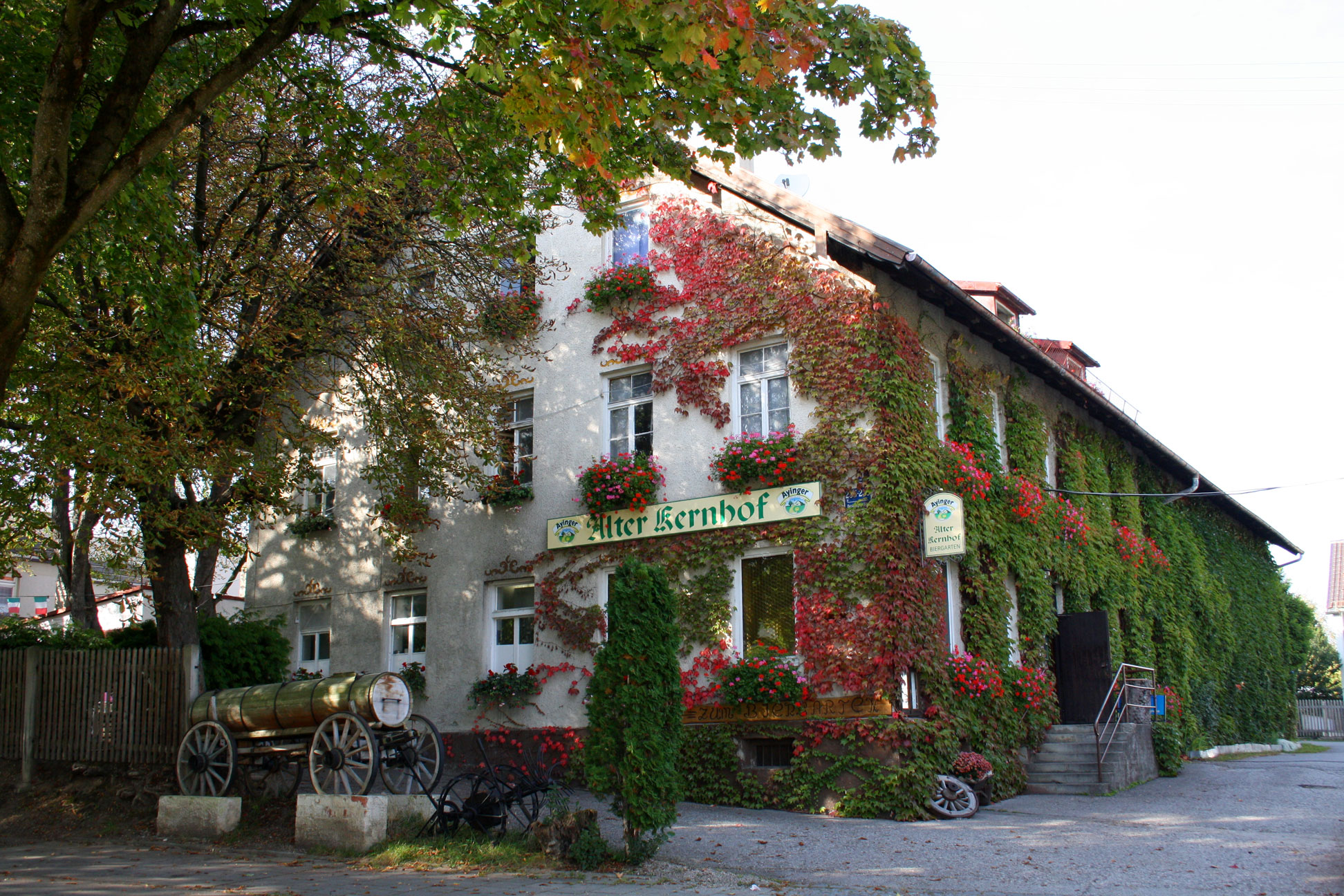
Alter Kernhof im Zentrum von Denning (2009)

Der Alte Kernhof in München ist der letzte noch erhaltene Hof des historischen Weilers Denning. Er liegt im Stadtbezirk 13 Bogenhausen an der Denninger Straße 233 und beherbergte bis 2024 eine Gaststätte.

## Geschichte
Der Alte Kernhof trug ursprünglich den Namen „beim Kögl“, „Köglhof“ oder „Keglhof“. Im 17. und 18. Jahrhundert befand er sich im Besitz des Klosters Ettal. Im 19. Jahrhundert ging der Hof in den Besitz der Familie Kern über, daher heißt er heute Kernhof.
1876 errichtete Thaddäus Kern auf dem zu dem Hof gehörenden Grund eine Ziegelei, die sich mit einer Jahresproduktion von etwa 2,2 Millionen Ziegeln zu der zweitgrößten Ziegelei Dennings entwickelte. 1893 erbaute er ein neues Wohnhaus anstelle des bisherigen. Dort richtete er, nach dem er eine Konzession für den Verkauf von Speisen und Getränken bekommen hatte, auch eine Gaststätte ein. Sein Sohn Josef, der den Hof 1897 geerbt hatte, baute schon 1899 wieder ein neues Wohnhaus, den heute noch erhaltenen Alten Kernhof.
1920 wurde die Ziegelei des Kernhofs abgebrochen. In den folgenden Jahren wurde der Grund zunehmend verkauft und diente der Erweiterung der Denninger Kolonie. 1937 wurden auch landwirtschaftlich genutzten Gebäude des Hofs abgerissen, übrig blieb nur das Haupthaus mit der Gaststätte.
Obwohl der Bezirksausschuss schon 1988 einem Neubau des Alten Kernhofs zugestimmt hatte, ist das Gebäude vom Abriss verschont geblieben. Seit Dezember 2023 ist es als Baudenkmal in der Bayerischen Denkmalliste eingetragen.
Das Gebäude gehört der Brauerei Aying. Sie hält Stand 2024 an den Abriss- und Neubauplänen fest; das Gebäude sei sanierungsbedürftig, die Sanierung sei jedoch wirtschaftlich nicht sinnvoll. Bis Ostern 2024 befand sich dort ein italienisches Restaurant.

## Beschreibung
Der alte Kernhof ist ein dreigeschossiges Gebäude mit einer Grundfläche von etwa 34 × 16 m. Es hat ein steiles Satteldach, das bis zur Oberkante des ersten Stock heruntergezogen ist. Die zur Denninger Straße gerichtete Giebelseite hat 5 Fensterachsen, im zweiten Obergeschoss sind es noch drei. Das zweite Obergeschoss hat auf der Ostseite nur zwei kleine Dachgauben mit einem Fenster und auf der Westseite eine langgezogene mit fünf Fenstern.